# Iglesia del Buen Pastor (Nueva York)
La iglesia del Buen Pastor (en inglés, Church of the Good Shepherd) es una iglesia ubicada en 4967 Broadway en la esquina de la calle Isham en el vecindario Inwood de Manhattan, Nueva York (Estados Unidos). Pertenece a la Arquidiócesis de Nueva York. Fue construida entre 1935 y 1936 y fue diseñado por Paul Monaghan en el estilo neorrománico. La cruz celta en la parte superior de la iglesia es una indicación de que la parroquia era originalmente en gran parte irlandesa; hoy hay más dominicanos que irlandeses.

## Historia
La parroquia fue fuindada en 1911 en un terreno comprado por los padres paulistas de Isham Estate. Actualmente está a cargo de los capuchinos. En el momento de su fundación, Inwood se consideraba "la capital no oficial de la diáspora irlandesa", y la parroquia estaba compuesta en gran parte por irlandeses-estadounidenses. La primera iglesia de la parroquia se construyó hacia 1912, según los diseños de Thomas H. Poole & Company, en un sitio justo al final de Isham Street desde la iglesia actual, rodeada de un campo boscoso.
En 1924 se construyó una escuela parroquial de dos pisos en 110-116 Cooper Street, según los diseños de Auguste L. Noel, a un costo de 250 000 dólares. Un convento de ladrillos de cinco pisos estaba ubicado en 620 Isham Street; fue construido en 1950 y fue diseñado por el arquitecto Paul C. Reilly. Su construcción costó 300 000 dólares.
A pesar del cambio en la composición étnica de la parroquia para ser mayoritariamente dominicanos, todavía existen lazos con la iglesia y la comunidad irlandesa de Nueva York. La iglesia se vio profundamente afectada por la pérdida de muchos irlandeses-estadounidenses en el 11 de Septiembre. Como memorial, una pieza de acero cruciforme retorcida del World Trade Center se encuentra en el patio de la iglesia, con un letrero que dice "Ground Hero".